# Malloy - Gabelliere Spaziale
(Malloy)
Malloy - Gabelliere Spaziale è un fumetto di fantascienza edito da Panini Comics creato dal fumettista Simone Angelini e dallo scrittore Marco Taddei. 
Narra le gesta di Malloy, il più efficiente esattore di tributi dell'Universo.

## Trama
Malloy è il più noto, efficiente e importante gabelliere spaziale ai servigi del Paravatz e dell'Imperatore intergalattico Lastrodeq III, un grigio impiegato che vive in una casupola sperduta su di un pianeta completamente ricoperto di erba.
L'Imperatore affida a Malloy un compito senza eguali, riscuotere l'intero debito accumulato dal pianeta Terra, una democrazia governata da un Parlamento che ha sede nel palazzo Bilderberg.

## Riconoscimenti
La copertina del fumetto Malloy, ideata e disegnata da Angelini, è tra le prime tre "Migliori copertine di libri 2017" per "Buona la Prima" una mostra ideata da Stefano Salis, giornalista de Il Sole 24 ore, per la fiera Tempo di Libri di Milano e il The London Bookfair in collaborazione con l'Istituto di Cultura italiana di Londra.

## Edizioni
- Malloy, storie breve, B-Comics vol.1 Ifix, Novembre 2014, 16 pagine colore.
- Malloy - Il Paravatz contro i Mucchi D'Ossa, ristampa storia breve, Panini Comics, Novembre 2016, 16 pagine colore.
- Malloy - Gabelliere Spaziale Graphic Novel, Panini Comics, Maggio 2017, 200 pagine colore[2]